# Jakab Albert Zsolt
Jakab Albert Zsolt (Marosvásárhely, 1979. május 13. –) erdélyi magyar néprajzkutató, a Kriza János Néprajzi Társaság elnöke.

## Életútja
Iskolai tanulmányait Szovátán végezte. Egyetemi diplomáját a kolozsvári Babeș–Bolyai Tudományegyetemen, magyar–néprajz szakon szerezte 2002-ben. Ugyanott az Etnolingvisztika és szociolingvisztika programban magiszteri fokozatot szerzett 2003-ban. 2011-ben a budapesti Eötvös Loránd Tudományegyetemen szerzett doktori címet.
2002-től a kolozsvári Kriza János Néprajzi Társaság munkatársa, majd 2012-től elnöke. 2007-től a kolozsvári Nemzeti Kisebbségkutató Intézet kutatója.
1999-től az Erdélyi Múzeum-Egyesületnek, 2002-től a Kriza János Néprajzi Társaságnak, 2003-tól a Magyar Néprajzi Társaságnak, 2008-tól az MTA−KAB Néprajzi és Antropológiai Szakbizottságnak és 2014-től a Magyar Szemiotikai Társaságnak tagja.

## Munkássága
2002–2007 között a Kriza János Néprajzi Társaság keretében a romániai magyar néprajzi-antropológiai bibliográfia összeállításán dolgozott. A különféle személyi bibliográfiák mellett 2003-ban és 2012-ben megjelentette Háromszék néprajzi és honismereti bibliográfiáját is. 2007-től kezdődően Az erdélyi néprajzi örökség digitális megjelenítése projekten belül különféle online adatbázisok létrehozásában játszott szerepet: Fotóarchívum, Romániai Magyar Néprajzi Bibliográfia, Balladatár,  Néprajzi Múzeumok Tára, Erdélyi Értékek Tára, Szövegtár (Kiadói és kutatói adatbázis).
Kutatási területei a városantropológia, szubkultúrakutatás, írott populáris kultúra (firkák, graffitik) vizsgálata, kisebbségkutatás, nemzeti identitásdiskurzusok és identitásstratégiák vizsgálata, kollektív és kulturális emlékezet (emlékállítás és emlékezési gyakorlat) vizsgálata, illetve örökségkutatás.

### Kötetei
- Emlékállítás és emlékezési gyakorlat. A kulturális emlékezet reprezentációi Kolozsváron. Kriza János Néprajzi Társaság – Nemzeti Kisebbségkutató Intézet, Kolozsvár, 2012. 320 p.
- Ez a kő tétetett... Az emlékezet helyei Kolozsváron (1440–2012). Kriza János Néprajzi Társaság – Nemzeti Kisebbségkutató Intézet, Kolozsvár, 2012. 512 p.
- Háromszék honismereti bibliográfiája (1844–2012). (Székelyföld települései, I.) Háromszék Vármegye Kiadó, Sepsiszentgyörgy, 2012. 192 p. (Kinda Istvánnal)
- Háromszék néprajzi és honismereti bibliográfiája (1844–2002). (KJNT Értesítője XIII/1–2.) Anyagát gyűjtötte és rendszerezte Jakab Albert Zsolt. Szerkesztette Pozsony Ferenc. Kriza János Néprajzi Társaság, Kolozsvár, 2003. 188 p.

### Főbb szerkesztései
- Aranymadár. Tanulmányok Tánczos Vilmos tiszteletére. Kriza János Néprajzi Társaság – BBTE Magyar Néprajz és Antropológia Intézet – Erdélyi Múzeum-Egyesület, Kolozsvár, 2019. 1056 p. (Társszerkesztő: Peti Lehel)
- Departure and Arrival: Migratory Processes and Local Responses from Ethnographic and Anthropological Perspective. (Papers of the 2nd Finnish-Hungarian-Estonian Ethnological Symposium, Cluj-Napoca, May 9-13, 2017.) (Kriza Books, 46.) L’Harmattan – Hungarian Ethnographical Society – Kriza János Ethnographic Society – Museum of Ethnography, Budapest–Cluj-Napoca, 2019. 248 p. (Társszerkesztő: Bata Tímea)
- Változó ruralitások. A vidékiség mai formái. (Kriza Könyvek, 45.) Kriza János Néprajzi Társaság, Kolozsvár, 2019. 264 p. (Társszerkesztő: Vajda András)
- A néprajzi örökség új kontextusai. Funkció, használat, értelmezés. (Kriza Könyvek, 43.) Kriza János Néprajzi Társaság, Kolozsvár, 2018. 240 p. (Társszerkesztő: Vajda András)
- Cehii din Banat. (Colecția Minorități.) Institutul pentru Studierea Problemelor Minorităţilor Naţionale, Cluj-Napoca, 2018. 328 p. (Társszerkesztő: Peti Lehel)
- Slovacii din România. (Colecția Minorități.) Institutul pentru Studierea Problemelor Minorităţilor Naţionale, Cluj-Napoca, 2018. 448 p. (Társszerkesztő: Peti Lehel)
- Aranyhíd. Tanulmányok Keszeg Vilmos tiszteletére. Kriza János Néprajzi Társaság – BBTE Magyar Néprajz és Antropológia Intézet – Erdélyi Múzeum-Egyesület, Kolozsvár, 2017. 1088 p. (Társszerkesztő: Vajda András)
- Örökség, archívum és reprezentáció. (Kriza Könyvek, 40.) Kriza János Néprajzi Társaság, Kolozsvár, 2017. 224 p. (Társszerkesztő: Vajda András)
- Érték és közösség. A hagyomány és az örökség szerepe a változó lokális regiszterekben. (Kriza Könyvek, 39.) Kriza János Néprajzi Társaság, Kolozsvár, 2016. 344 p. (Társszerkesztő: Vajda András)
- Bíró Gáspár Emlékkönyv. Kisebbségi identitás és önrendelkezés a globalizmusban. (Documenta et Studia Minoritatum.) Nemzeti Kisebbségkutató Intézet – MTA TK Kisebbségkutató Intézet, Kolozsvár, 2015. 256 p. (Társszerkesztő: Fábián Gyula)
- Aranykapu. Tanulmányok Pozsony Ferenc tiszteletére. Kriza János Néprajzi Társaság – Szabadtéri Néprajzi Múzeum – Székely Nemzeti Múzeum, Kolozsvár, 2015. 1080 p. (Társszerkesztő: Kinda István)
- Kriza János Néprajzi Társaság Évkönyve 21. Kulturális gyakorlat és reprezentáció. Kriza János Néprajzi Társaság, Kolozsvár, 2013. 304 p. (Társszerkesztő: Ilyés Sándor)
- Páva. Tanulmányok egy orbaiszéki faluról. (A zabolai Csángó Néprajzi Múzeum kiadványai, II.) Kriza János Néprajzi Társaság – Csángó Néprajzi Múzeum, Kolozsvár–Zabola, 2011. 344 p. (Társszerkesztő: Pozsony Ferenc)
- Minorităţi în zonele de contact interetnic. Cehii şi slovacii în România şi Ungaria. Institutul pentru Studierea Problemelor Minorităţilor Naţionale – Kriterion, Cluj-Napoca, 2010. 288 p. (Társszerkesztő: Peti Lehel)
- Kisebbségek interetnikus kontaktzónában. Csehek és szlovákok Romániában és Magyarországon. Nemzeti Kisebbségkutató Intézet – Kriterion Könyvkiadó, Kolozsvár, 2010. 284 p. (Társszerkesztő: Peti Lehel)
- 20 éves a Kriza János Néprajzi Társaság. (KJNT Értesítője XV/1–2.) Kriza János Néprajzi Társaság, Kolozsvár, 2010. 48 p. (Társszerkesztő: Ilyés Sándor)
- Kriza János Néprajzi Társaság Évkönyve 17. Nemzedékek, kutatások, lenyomatok. Kriza János Néprajzi Társaság. Kolozsvár, 2009. 232 p. (Társszerkesztők: Ilyés Sándor, Szabó Á. Töhötöm)
- Procese şi contexte social-identitare la minorităţile din România. Institutul pentru Studierea Problemelor Minorităţilor Naţionale – Kriterion, Cluj-Napoca, 2009. 560 p. (Társszerkesztő: Peti Lehel)
- Folyamatok és léthelyzetek – kisebbségek Romániában. Nemzeti Kisebbségkutató Intézet – Kriterion Könyvkiadó, Kolozsvár, 2009. 576 p. (Társszerkesztő: Peti Lehel)
- Kultúrakutatások és értelmezések. (Kriza Könyvek, 32.) BBTE Magyar Néprajz és Antropológia Tanszék – Kriza János Néprajzi Társaság, Kolozsvár, 2008. 320 p. (Társszerkesztők: Keszeg Vilmos, Szabó Á. Töhötöm)
- Lenyomatok 7. Fiatal kutatók a népi kultúráról. (Kriza Könyvek, 31.) BBTE Magyar Néprajz és Antropológia Tanszék – Kriza János Néprajzi Társaság, Kolozsvár, 2008. 200 p. (Társszerkesztők: Ilyés Sándor, Szabó Á. Töhötöm)
- Emberek, életpályák, élettörténetek. (Kriza Könyvek, 30.) BBTE Magyar Néprajz és Antropológia Tanszék – Kriza János Néprajzi Társaság, Kolozsvár, 2007. 248 p. (Társszerkesztők: Keszeg Anna, Keszeg Vilmos)
- Csoportok és kultúrák. Tanulmányok szubkultúrákról. (Kriza Könyvek, 29.) BBTE Magyar Néprajz és Antropológia Tanszék – Kriza János Néprajzi Társaság, Kolozsvár, 2007. 358 p. (Társszerkesztő: Keszeg Vilmos)
- Lenyomatok 6. Fiatal kutatók a népi kultúráról. (Kriza Könyvek, 28.) Kriza János Néprajzi Társaság, Kolozsvár, 2007. 220 p. (Társszerkesztő: Ilyés Sándor)
- Kallós Zoltán 80 éves. (KJNT Értesítője XIV/1–2.) Kriza János Néprajzi Társaság, Kolozsvár, 2006. 156 p. (Társszerkesztő: Ilyés Sándor)
- Adorjáni Rudolf Károly: Lukács Sándor ravai búcsúztatói 1930–1938 között. (Kriza Könyvtár.) Kriza János Néprajzi Társaság, Kolozsvár, 2006. 274 p. (Társszerkesztő: Keszeg Vilmos)
- Lenyomatok 5. Fiatal kutatók a népi kultúráról. (Kriza Könyvek, 27.) Kriza János Néprajzi Társaság, Kolozsvár, 2006. 294 p. (Társszerkesztő: Szabó Á. Töhötöm)
- Lenyomatok 4. Fiatal kutatók a népi kultúráról. (Kriza Könyvek, 26.) Kriza János Néprajzi Társaság, Kolozsvár, 2005. 196 p. (Társszerkesztő: Szabó Á. Töhötöm)

### Kitüntetései
- 2012 – Debüt-díj (Erdélyi Múzeum-Egyesület, Kolozsvár)[16]
- 2014 – Jankó János-díj (Magyar Néprajzi Társaság, Budapest)[17]
- 2014 – Jelismervény (Magyar Szemiotikai Társaság, Budapest)[18]
- 2019 – Bányai János-díj (Erdélyi Magyar Közművelődési Egyesület, Kolozsvár)[19][20]
- 2025 – A Magyar Érdemrend lovagkeresztje